# Lynseia himantopoda
Lynseia himantopoda là một loài chân đều trong họ Limnoriidae. Loài này được Poore miêu tả khoa học năm 1987.